# Musée des Gueules rouges
Le musée des Gueules rouges est un musée de la mine situé à Tourves (Var) qui retrace l’histoire de l’exploitation de la bauxite, activité minière qui a fortement marqué le territoire du centre Var pendant plus d’un siècle.

## Historique

### Histoire de l'exploitation minière de la bauxite
Entre la fin du XIXe siècle et les années 1980, le Var a constitué le principal gisement de bauxite français et a tenu le rôle de leader mondial pendant plusieurs dizaines d'années.
Minerai de base de l'aluminium, la bauxite devient l'or de la Provence.
Les premières extractions de bauxite varoises ont lieu à Cabasse en 1873. Ce sont à cette époque de petits exploitants à ciel ouvert, dont le travail nécessite peu d’investissement. À partir de 1886-1887 et le dépôt du brevet Bayer, ainsi que la découverte du procédé d’électrolyse, l’aluminium peut être produit en grandes quantités. Les carrières de bauxite vont alors intéresser les grands producteurs d’aluminium. Différentes sociétés apparaissent, et la bataille pour les concessions est rude.
Jusque dans les années 1930, des ânes et des mulets tirent des convois, parfois à travers les collines, pour relier les mines aux gares. Puis petit à petit apparaissent des câbles aériens, des trains électriques, puis des camions. À l’intérieur des mines, les pelles à main sont bientôt remplacées par des pelles mécaniques, des chargeuses.
Au début du siècle, les mineurs viennent à pieds de leur domicile jusqu’aux mines, il faut parfois des heures de marche pour les atteindre. Les journées de travail font 11 heures. L'usage du vélo se répand, puis est remplacé par le bus, mis en place par l’exploitant grâce aux acquis sociaux de 1936, la journée de travail passe à 8 h.
D’une poignée d’hommes en 1870, l’emploi dans les mines atteint son apogée au début des années 1950, où 1 500 à 2 000 travailleurs sont recensés (pour 632 000 tonnes extraites). La mécanisation permet d'augmenter les rendements : 20 ans plus tard, moins de 1 000 personnes travaillent à la mine, pour un rendement 3,5 fois supérieur (pas loin de 2 200 000 tonnes).
Au début des années 1970, la concurrence internationale, trop rude, force les exploitants à mettre en place un plan de fermeture du bassin minier varois. Malgré les grèves et les combats des mineurs pour la sauvegarde de leurs emplois, la dernière mine ferme ses portes en décembre 1989, à Cabasse.

Processus d'extraction et de transport du minerai de bauxite.
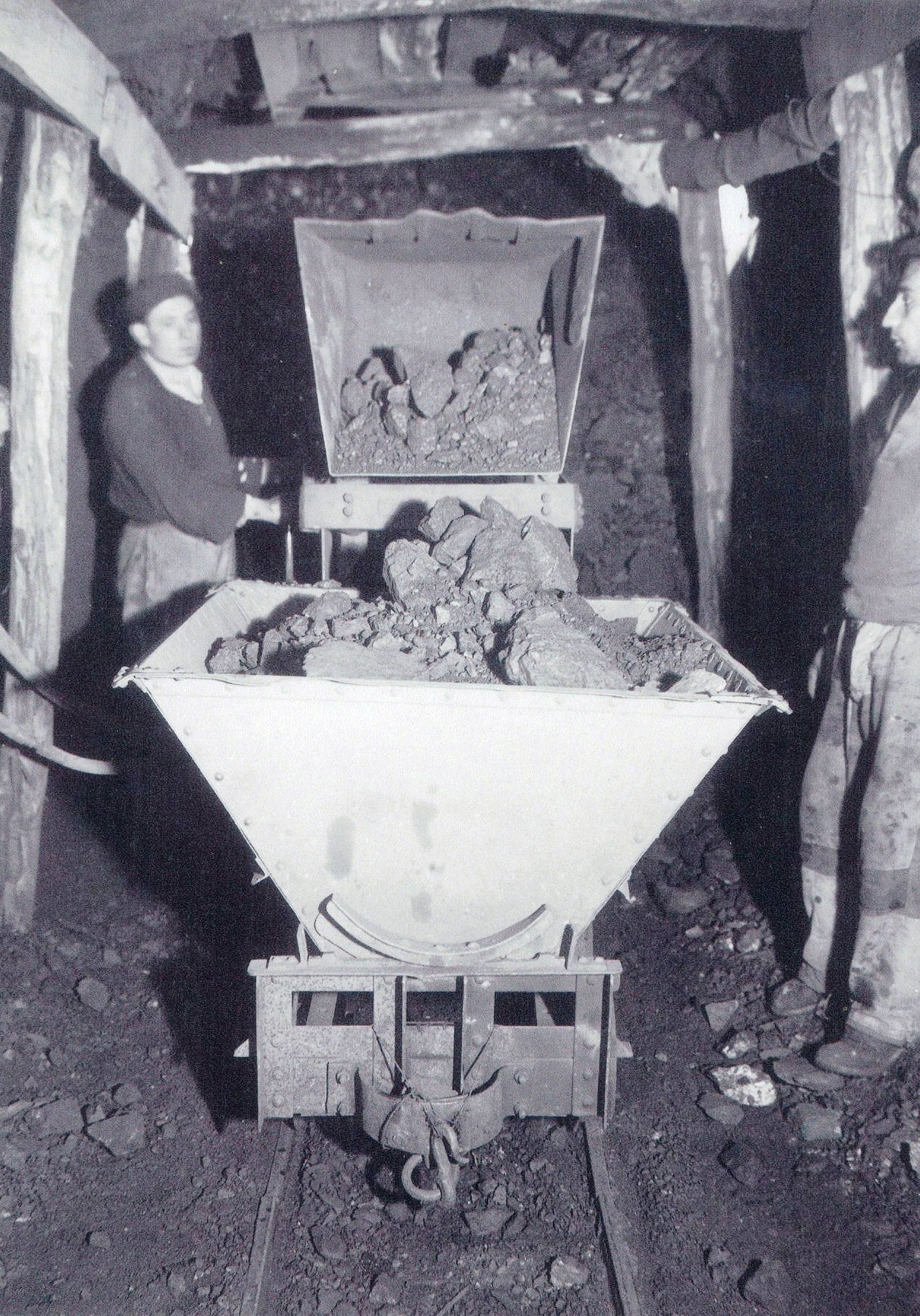
Extraction.
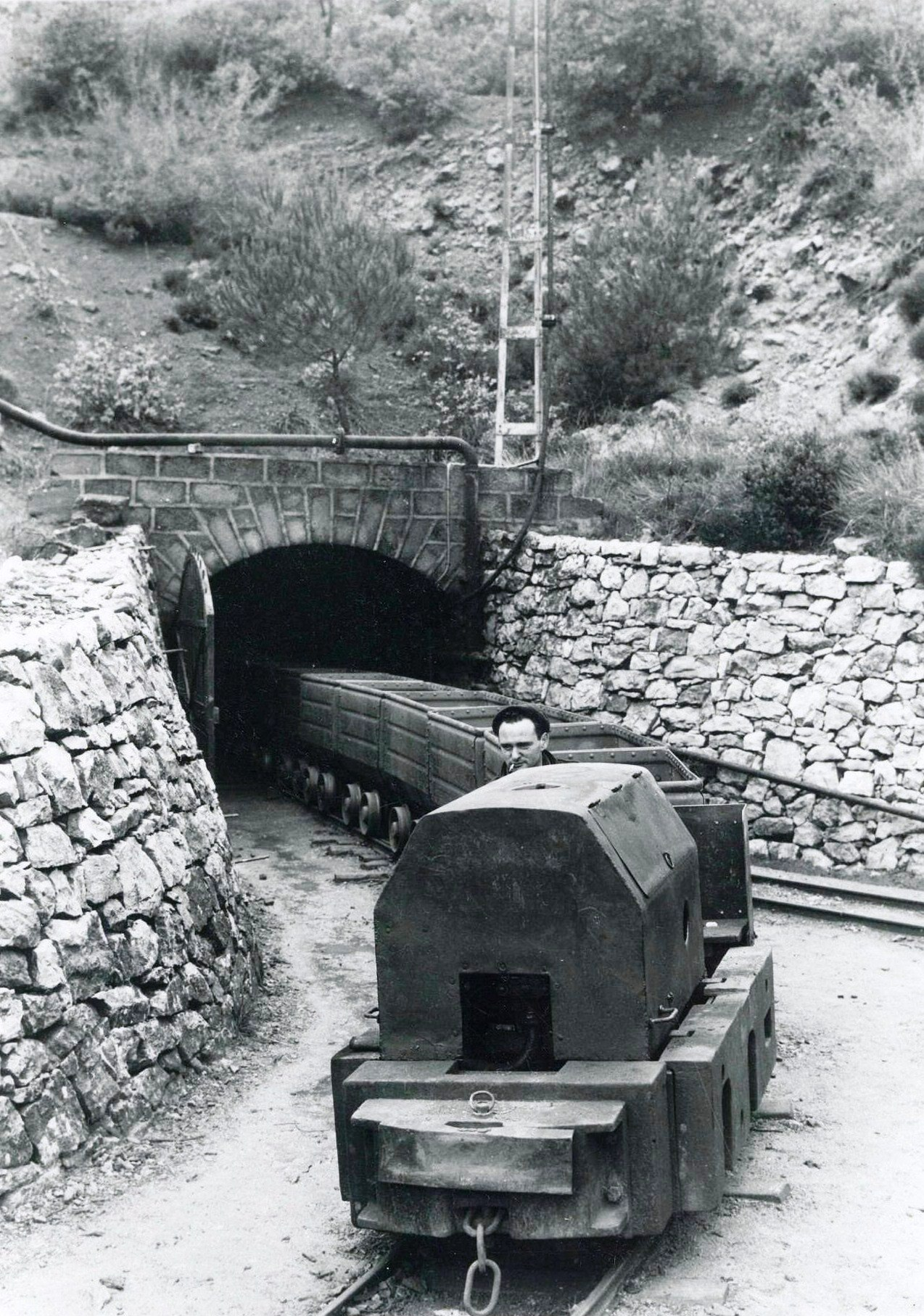
Sortie de mine.
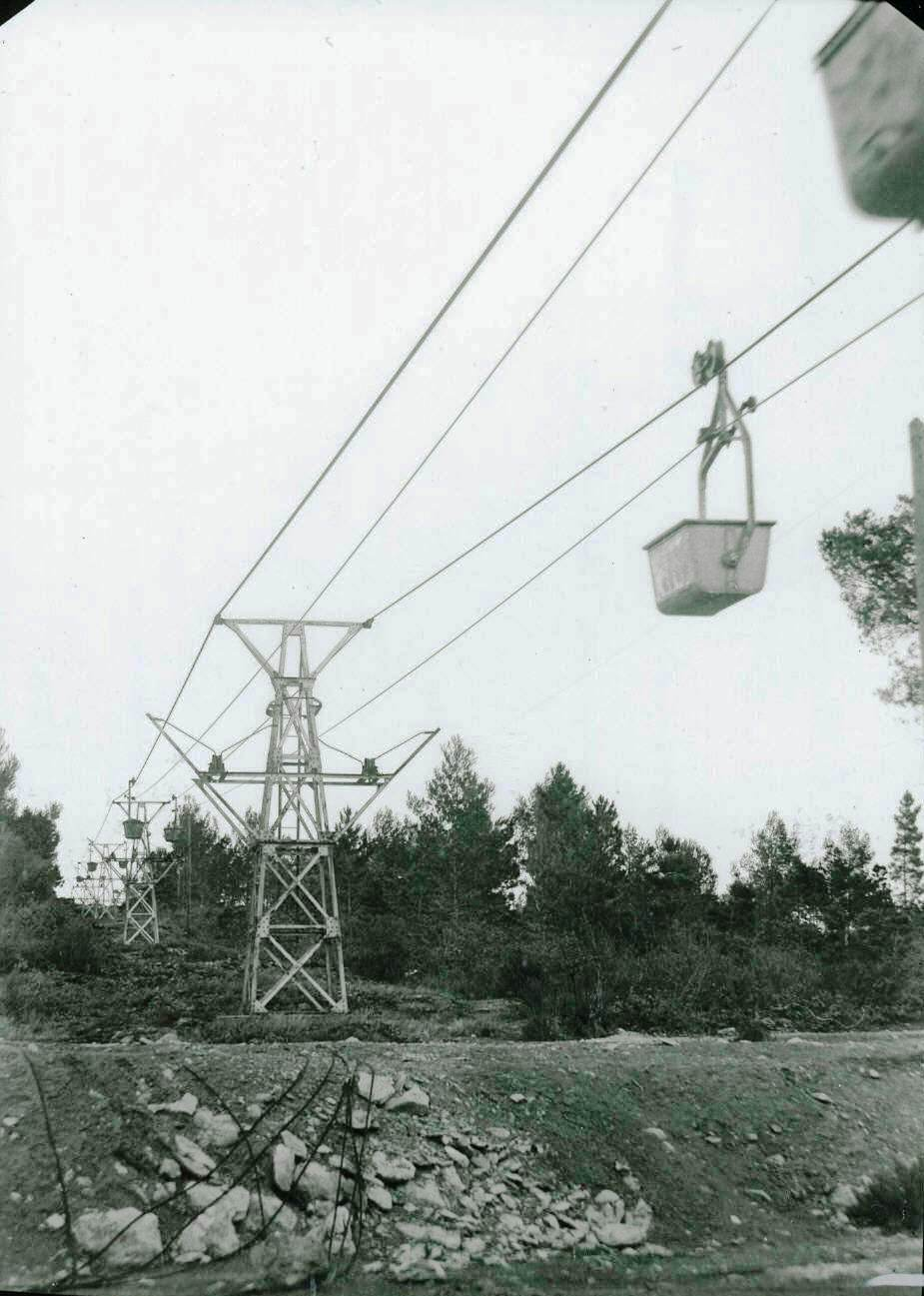
Câbles aériens.
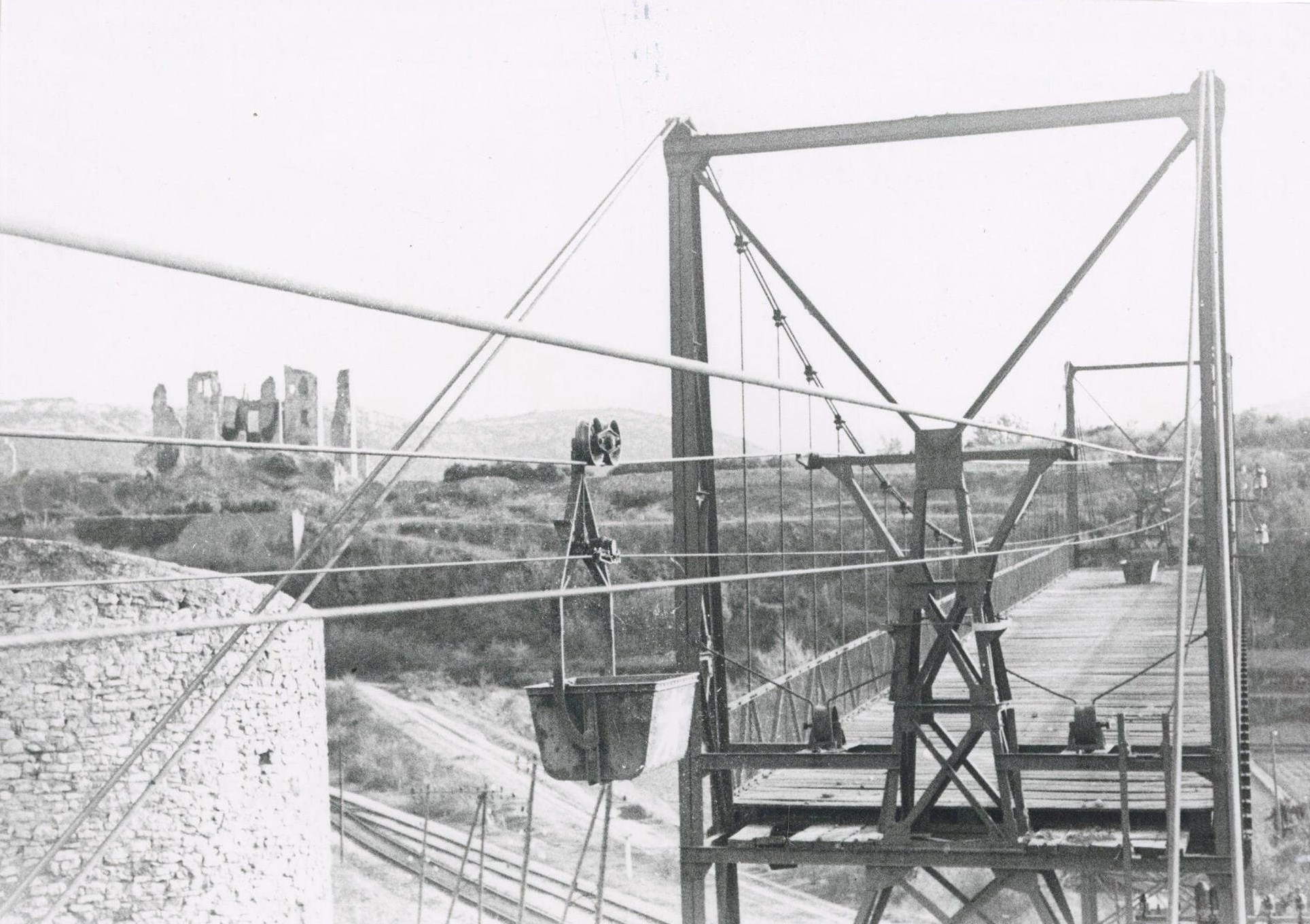
Câbles aériens.
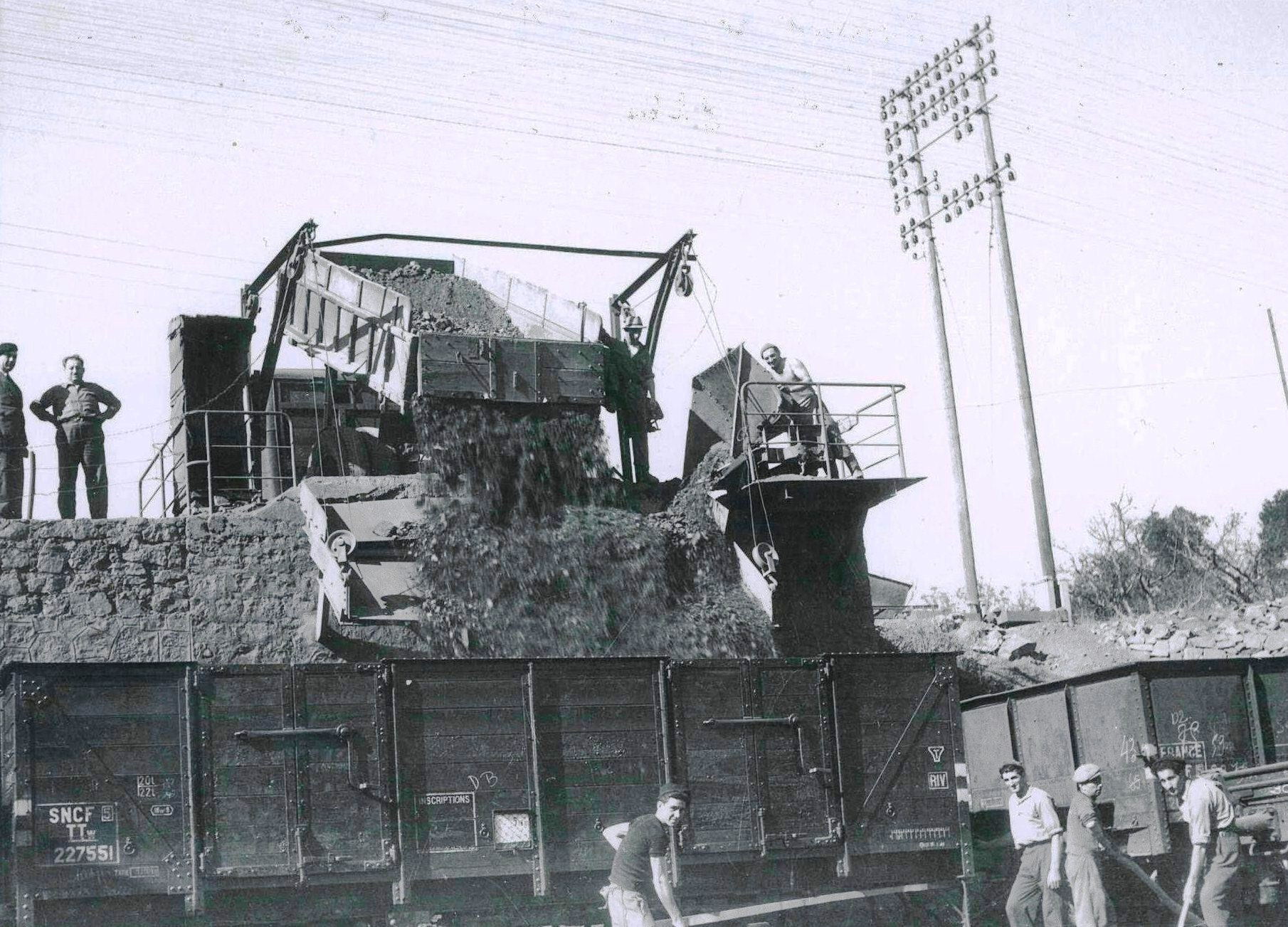
Camion en gare.
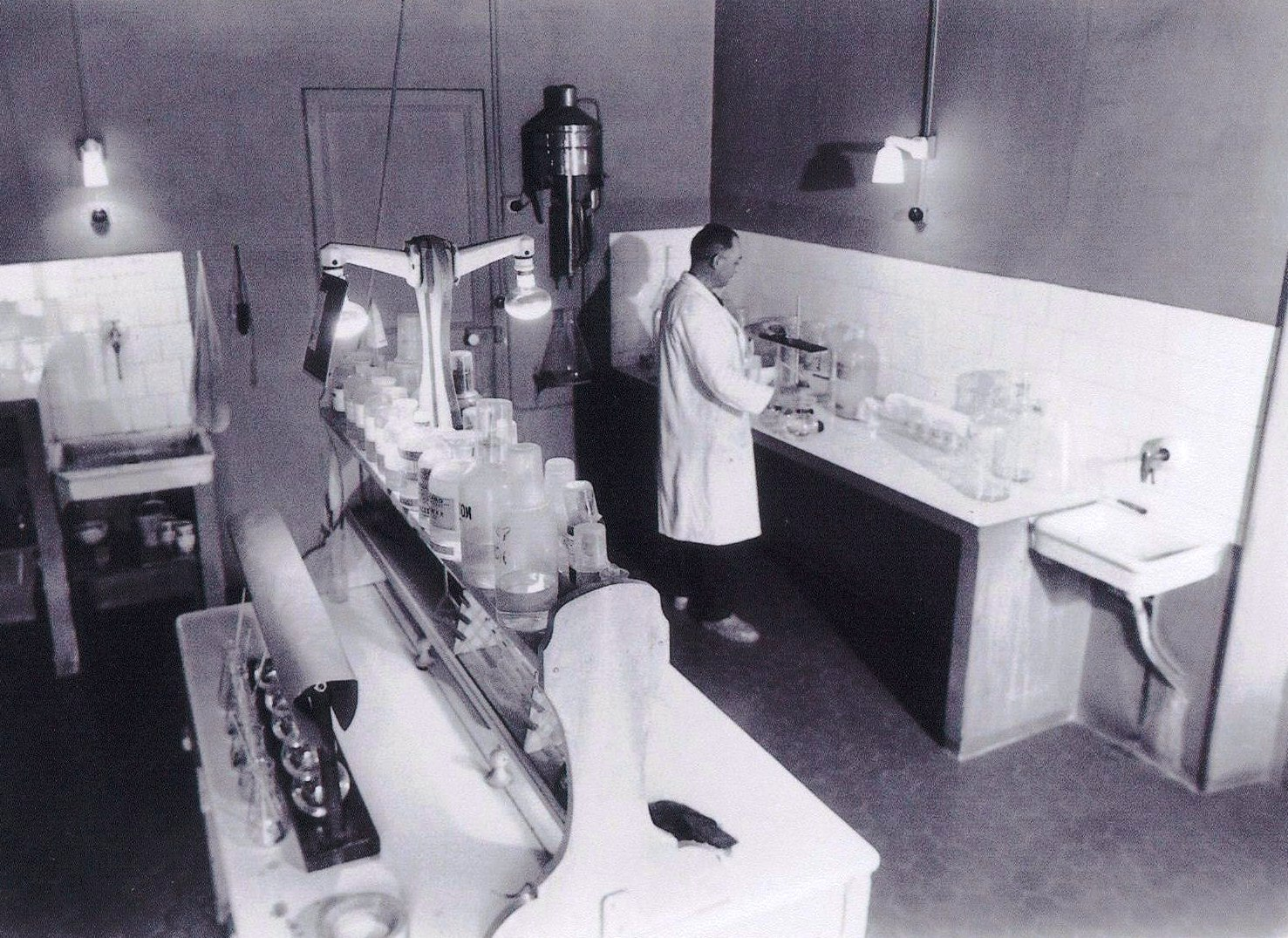
Laboratoire.

### Dates importantes du musée
- 1983 : l’association d’Histoire populaire Tourvaine ouvre un chantier de recherche sur les mines de bauxite du Var.
- 1989 : l’ensemble des travaux est synthétisé en une exposition présentée dans plusieurs communes du bassin. Un ouvrage, écrit par Claude Arnaud et Jean-Marie Guillon accompagne cette exposition : Les Gueules rouges : un siècle de Bauxite dans le Var[1]. Un projet de musée de la bauxite est pour la première fois évoqué.
- 1999 : la mairie de Tourves, sous l’impulsion de son maire Maurice Constans, lance un projet de musée de la bauxite.
- 2003 : une salle de préfiguration est créée dans l’ancienne cave coopérative de Tourves. Les bénévoles de l’association des Gueules rouges du Var, présidés par Maurice Constans, travaillent à mettre en place une première présentation des collections.
- 2004-2006 : les coûts étant trop élevés pour la mairie de Tourves, la Communauté de communes Comté de Provence prend en charge le financement.
- 2008 : pose de la première pierre.
- 2010 : alors que les travaux d’aménagement allaient commencer, un incendie donne un coup d’arrêt au chantier[2].
- 2011-2012 : les réparations du bâtiment sont effectuées et les travaux de muséographie et d’aménagement scénographique sont réalisés.
- 15 juin 2012 : Le musée ouvre ses portes au public[3] .
- 15 septembre 2012 : inauguration officielle par Claude Gilardo, président de la communauté de communes du Comté de Provence, en présence de Raymond Yeddou, sous-préfet, Paul Castellan, maire de Tourves et Maurice Constans, président de l’association des Gueules rouges[4].
- Novembre 2013 : le musée reçoit le label Qualité Tourisme[5].
- Juillet 2022 : le musée annonce avoir accueilli son 100 000e visiteur[6].

## Le musée

### Contenu
Le musée des Gueules rouges est un musée scientifique et technique. À travers ses collections et les différents supports multimédia, il présente la genèse géologique de la bauxite, les processus industriels de transformation de ce minerai en alumine puis en aluminium, et les multiples secteurs d'utilisation contemporains de ce métal (transport, architecture, design, sport...) à travers une présentation d'objets en aluminium. Il présente le quotidien vécu par les mineurs, les « gueules rouges », au travers de diaporamas, de témoignages, sur les différents métiers, les techniques d’extraction, et leurs évolutions au cours du XXe siècle.

Le musée.
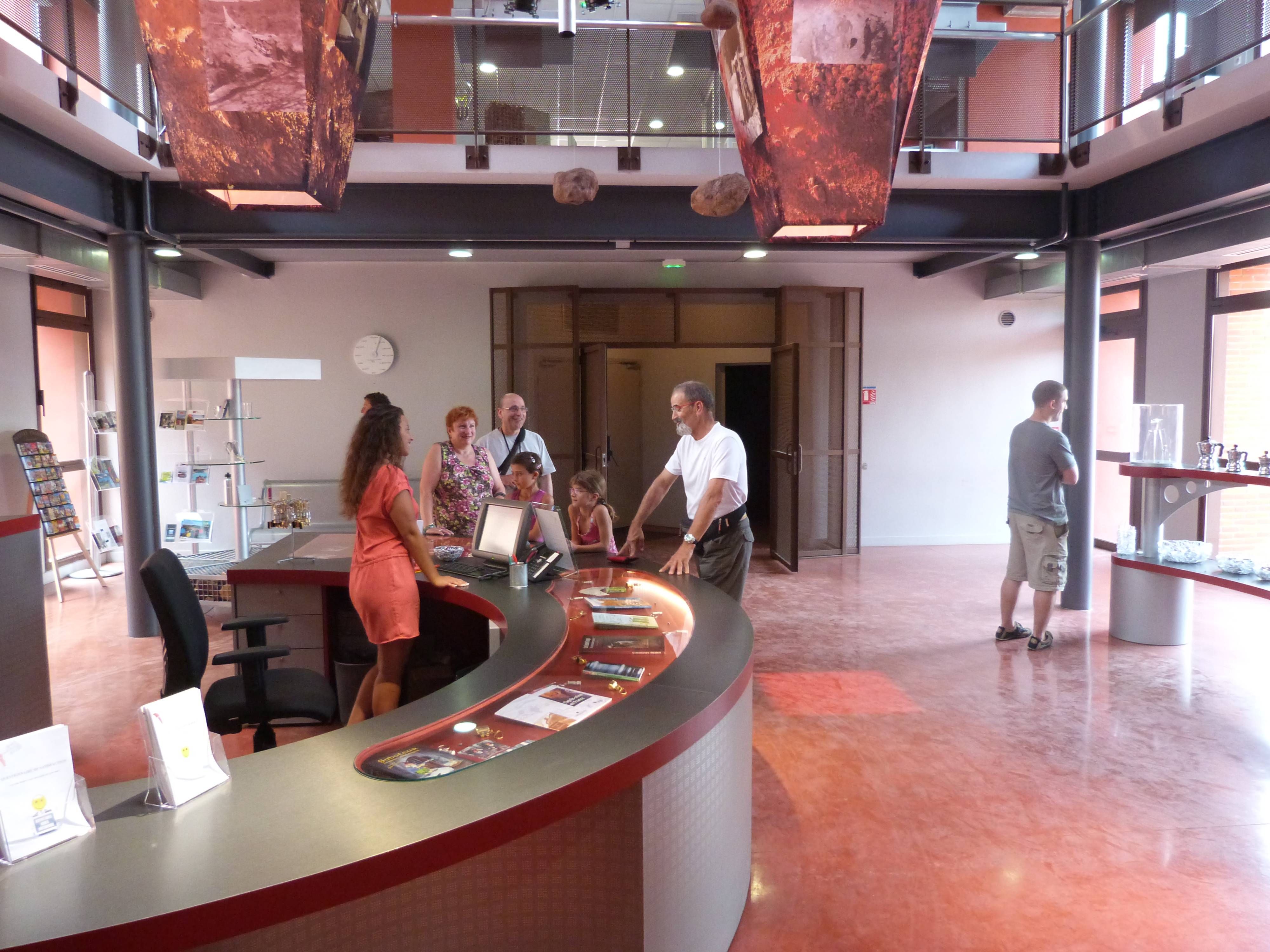
L'accueil.
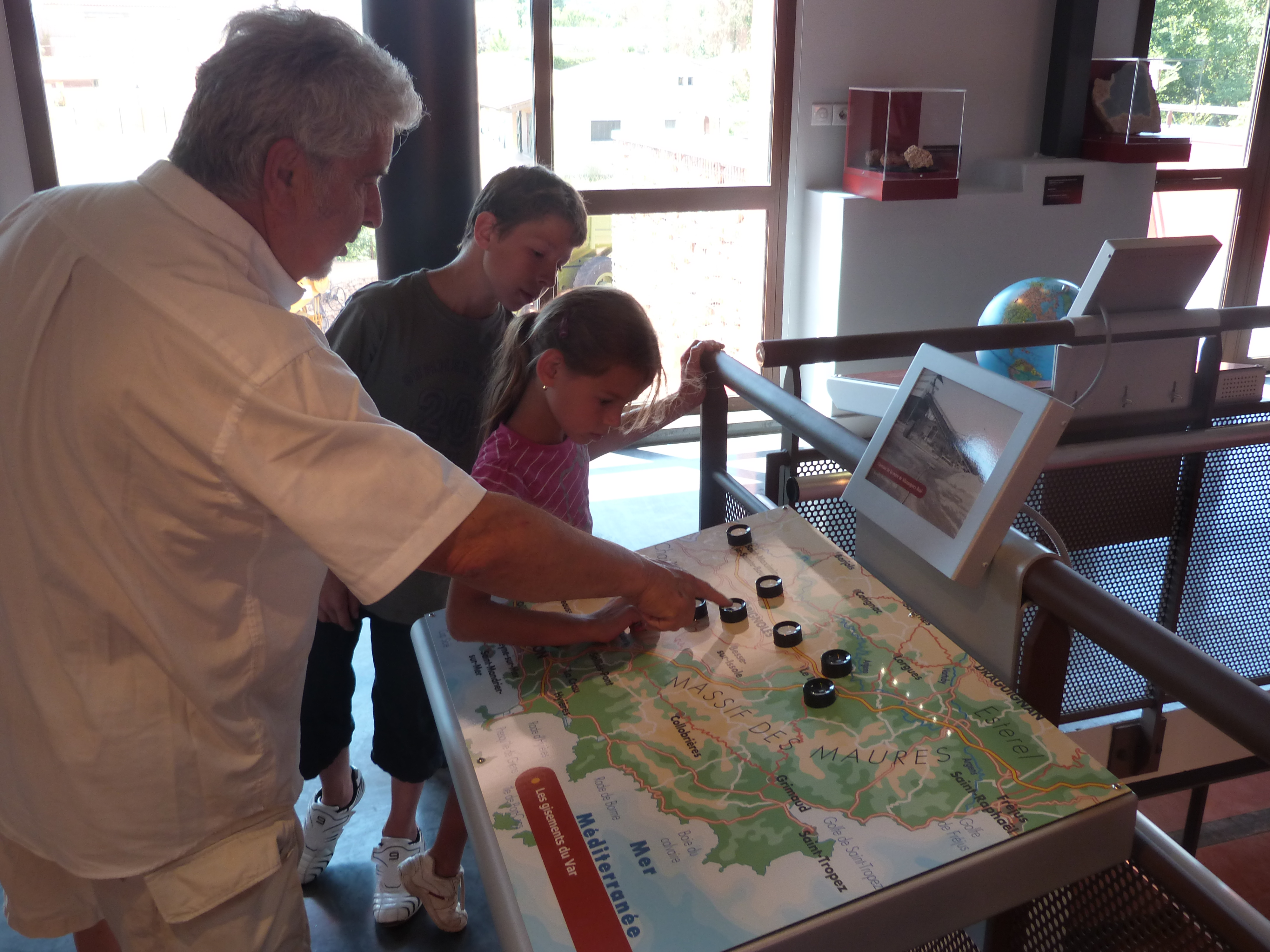
Premier étage.
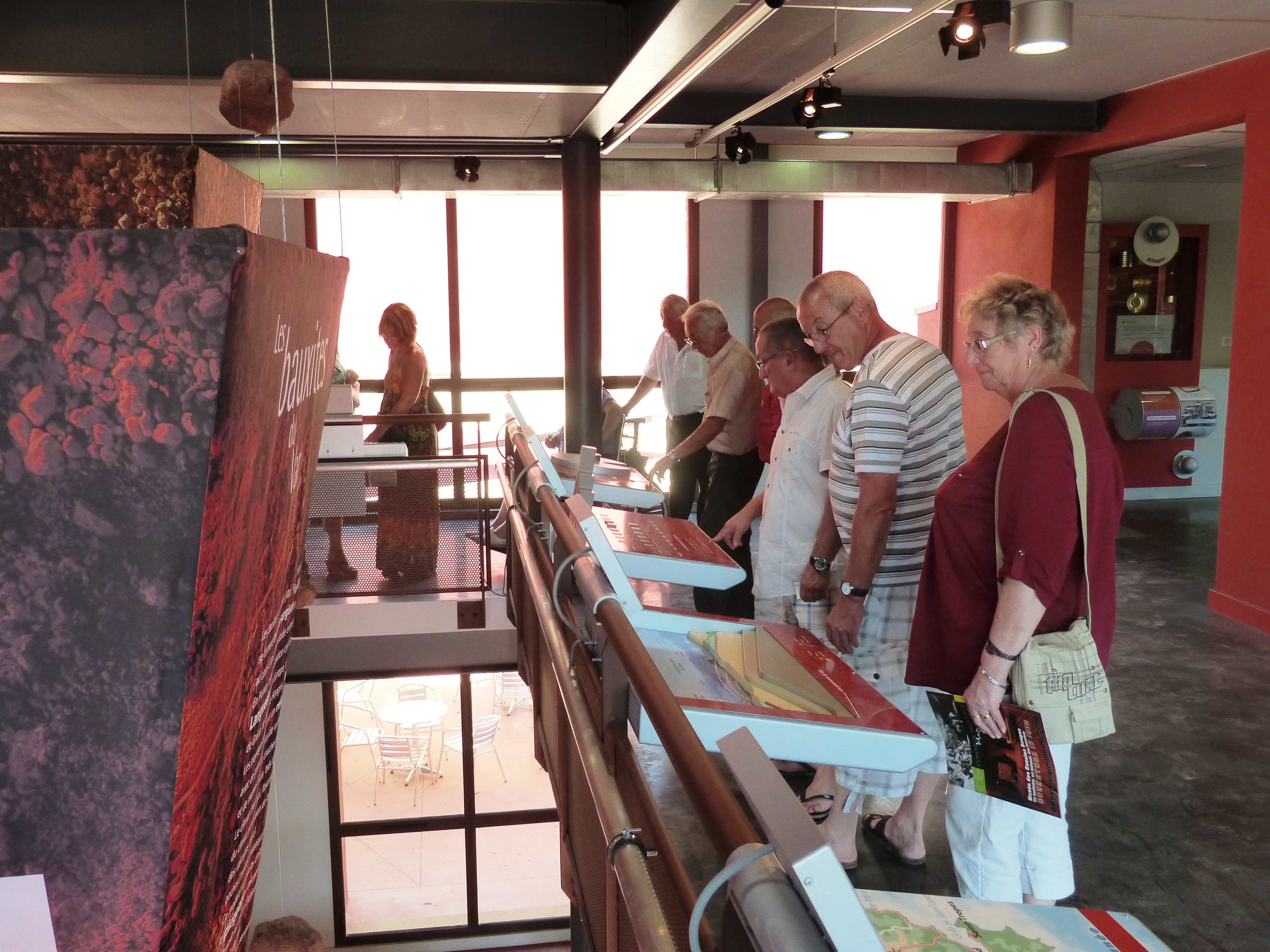
Premier étage.
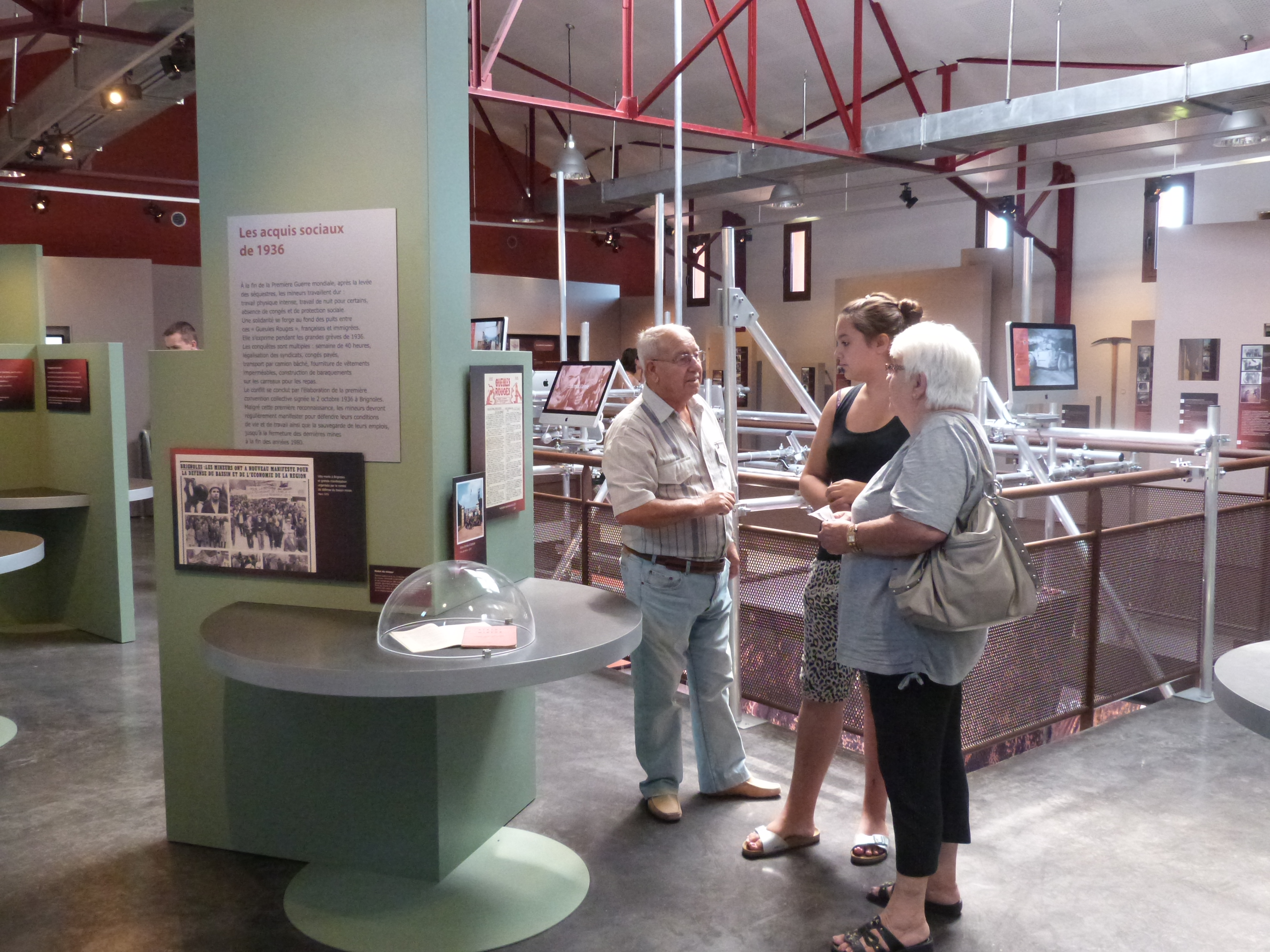
Second étage.

### La galerie reconstituée
La visite du musée se termine par la lampisterie pour une descente dans plus de 900 m2 de galerie reconstituée par l’association des anciens mineurs des Gueules rouges en 2008, dans les caves qui accueillaient les cuves en béton de l’ancienne cave coopérative de Tourves. Sont présentés le processus d’extraction, la vie quotidienne des mineurs et l’évolution de leurs conditions de travail de la fin du XIXe siècle à la fermeture du bassin minier varois, à la fin des années 1980.

Reconstitution d'une galerie d'extraction de bauxite.
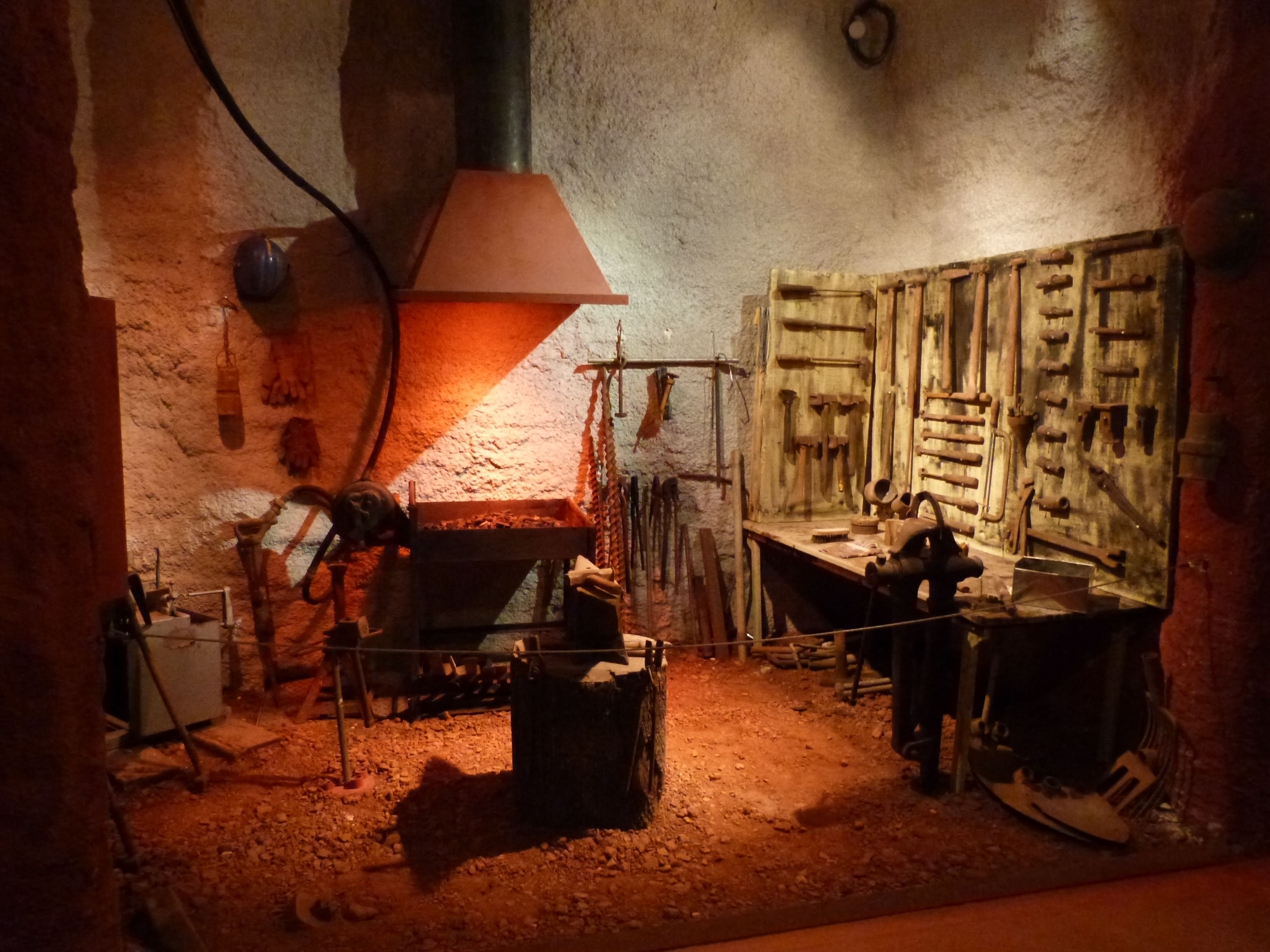
La forge.
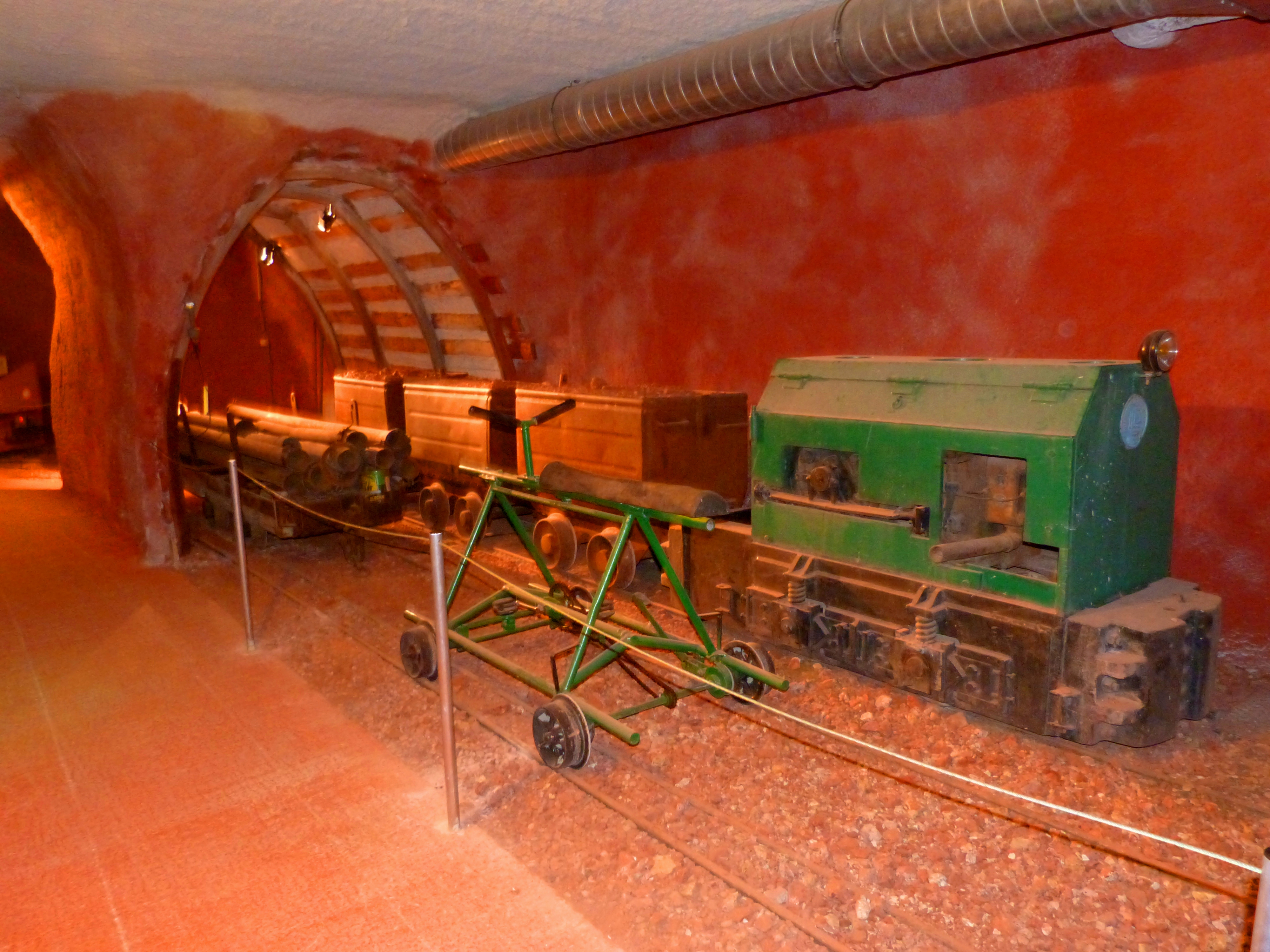
La gare de triage.
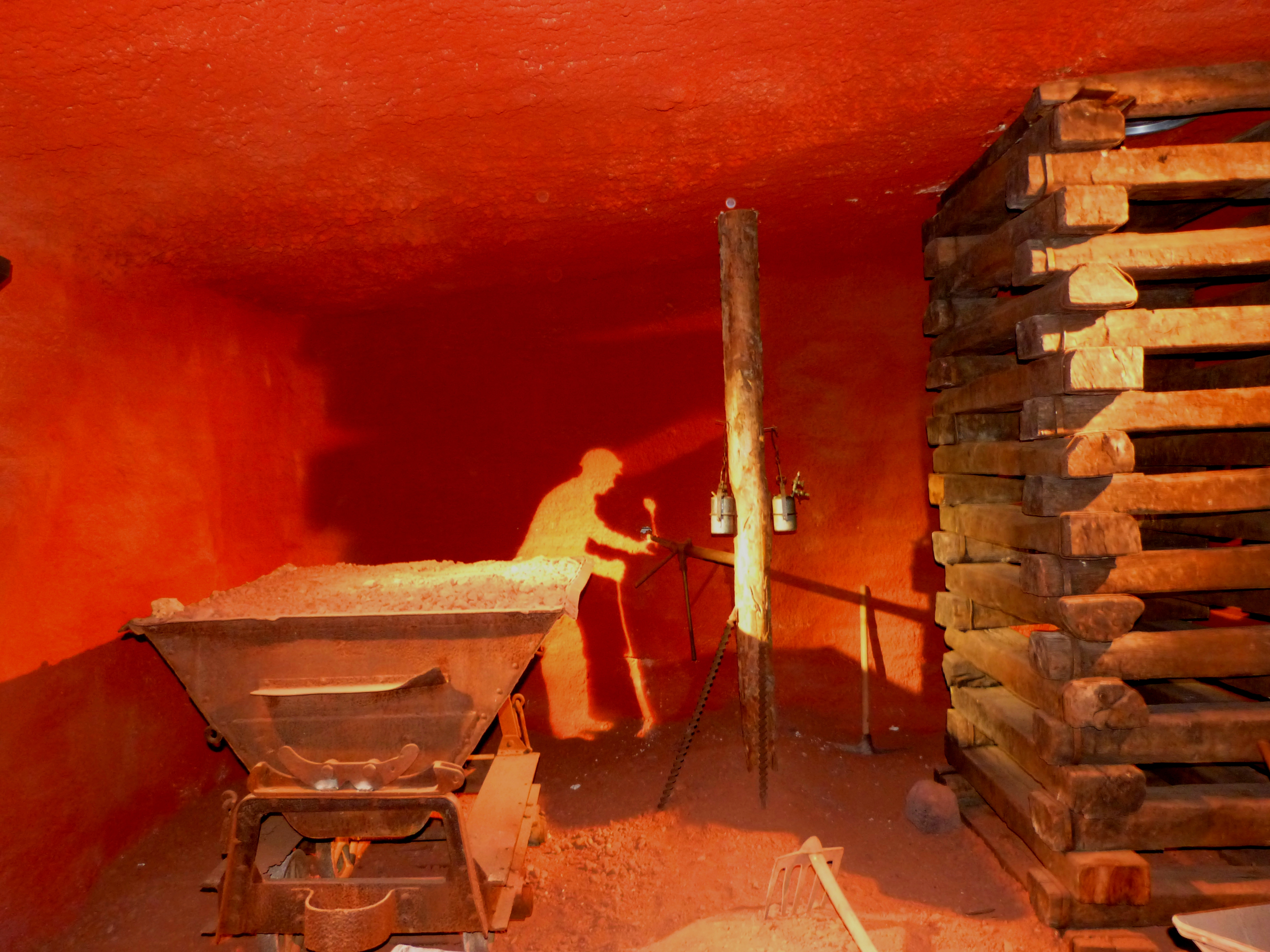
Un chantier.
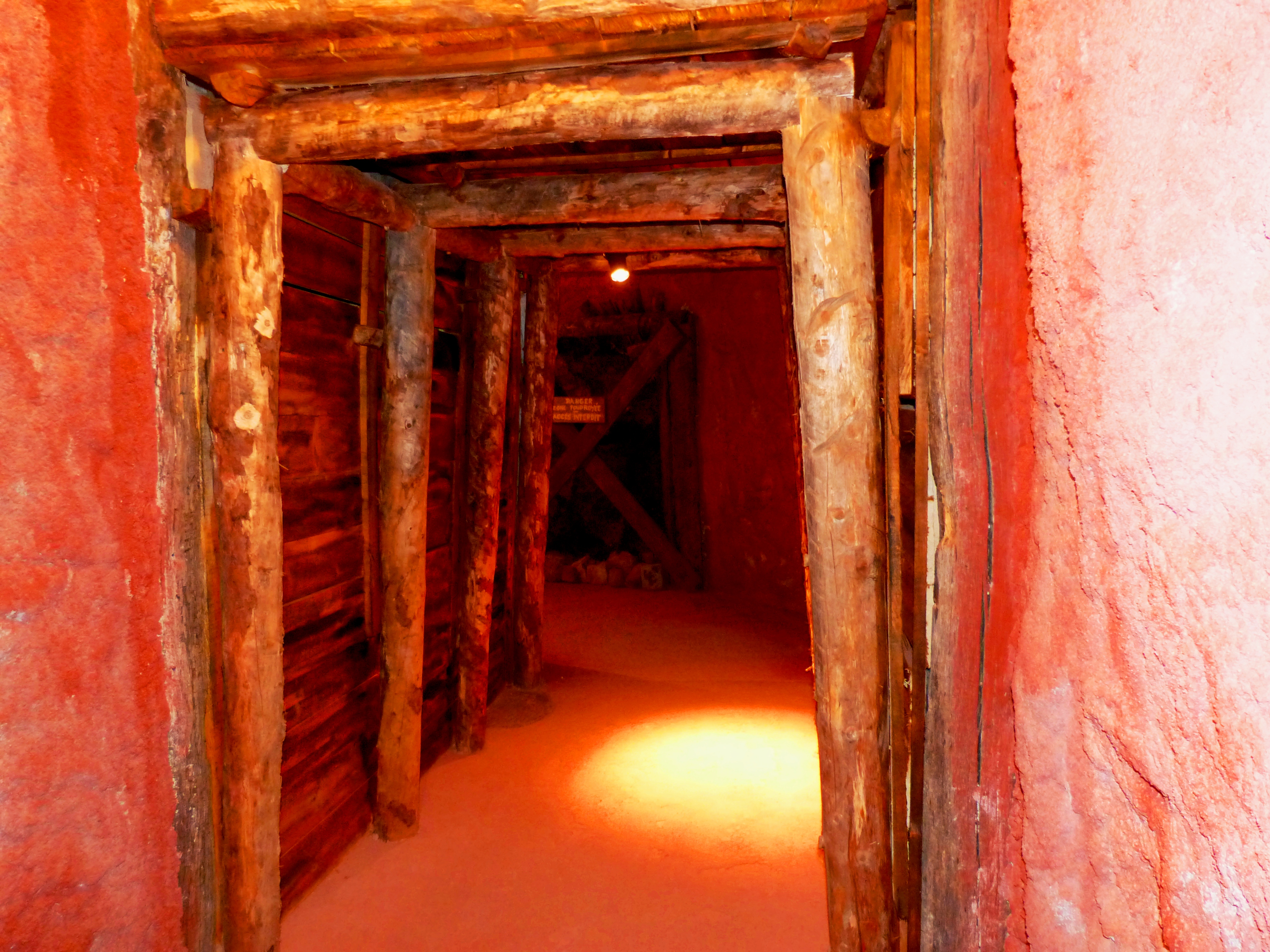
Un boisage.